# Filip z Artois (1358-1397)
Filip z Artois (1358 – 16. června 1397, Mihalıççık) byl v letech 1387 až 1397 hrabětem z Eu.

## Život
Filip se narodil jako třetí syn Jana z Artois a jeho manželky Isabely z Melunu. V roce 1387 se stal po smrti svého staršího bratra Roberta hrabětem z Eu.
Filip byl statečný a energický voják. V roce 1383 dobyl od Angličanů město Bourbourg. Šel na pouť do Svaté země, kde byl zajat egyptským sultánem Barkukem, prostřednictvím vojenského velitele Jeana Boucicauta a Benátčanů byl propuštěn. V roce 1390 se připojil k neúspěšné výpravě vévody Ludvíka II. Bourbonského proti městu Mahdia. V roce 1393 byl jmenován konstáblem Francie.
Jako přední křižák byl Filip jedním z členů francouzského kontingentu vyslaného k účasti v bitvě u Nikopole. V bitvě byl zajat a následně v zajetí ve věku asi 39 let zemřel.

## Manželství a potomci
27. ledna 1393 se asi pětatřicetiletý hrabě oženil s o sedmnáct let mladší Marií, nejmladší dcerou vévody Jana z Berry. Za čtyři roky manželství se jim narodily čtyři děti:
- Filip z Artois (1393 – 23. prosince 1397)
- Karel z Artois (1394 – 25. července 1472)
- Bona z Artois (1396 – 17. září 1425)
- Kateřina z Artois (1397 – 1418/1422)